# IBM Docs
IBM Docs ist ein Cloud-basierter Webeditor für Textdokumente, Präsentationen und (Excel-)Tabellen. IBM Docs erlaubt es Nutzern, Inhalte gleichzeitig und in Echtzeit zu bearbeiten. Dokumente werden auf einem zentralen Server gespeichert und können von dort aus anderen Personen zum Editieren freigegeben werden. IBM Docs wurde entwickelt, um Teams zu helfen, besser an Dokumenten zu arbeiten und Revisions- sowie Konsolidierungsprozesse zu vereinfachen.
IBM Docs tritt somit als Konkurrent zu Google Docs und Microsoft 365 auf.

## Funktionalität
Mit IBM Docs sollen Anwendungsfälle unterstützt werden, in denen Teamkollaboration und Echtzeitkommunikation benötigt wird (zum Beispiel: mehrere Nutzer arbeiten simultan an einer Präsentation und haben einen hohen Abstimmungsbedarf). Mit IBM Docs können die Nutzer in Echtzeit mit mehreren Teilnehmern gleichzeitig Inhalte pflegen und erweitern. Über eine eingebaute Kommentarfunktion können Abschnitte kommentiert und diskutiert werden. Kommentare und Diskussionen sind sowohl im Dokument selbst als auch außerhalb der Dokumente möglich. Für gezielte Kommentare, die an bestimmte Personen gerichtet sind, können @Mentions (@username) verwendet werden.
IBM Docs unterstützt binäre Microsoft-Office-Formate (z. B. .doc, .ppt), OpenDocument-Formate (z. B. .odt, .ods) und XML-basierte Microsoft-Office-Formate (z. B. .docx, .xlsx). Darüber hinaus können Templates hochgeladen werden, die als Dateivorlage genutzt werden können.
IBM Docs nutzt als Dokumenten-Management-System die Dateiablage von Lotus Connections. In IBM Connections werden Dateien zentral abgelegt, geteilt und zum Editieren freigegeben. Darüber hinaus können verschiedene Versionen verwaltet werden, um sicherzustellen, dass die aktuelle Version für alle Teammitglieder zur Verfügung steht. Dokumente können anderen Nutzern mit verschiedenen Lese- und Schreibrechten geteilt werden.
Wichtige Neuerung ist das Arbeiten mit verschiedenen Containern innerhalb eines Dokumentes. Benutzerberechtigungen können selbst innerhalb einer Datei separat vergeben werden. Zum Beispiel können sensible Daten wie Kennwörter in einem Dokument hinterlegt werden, welche nur für entsprechend privilegierte Mitarbeiter sichtbar sind. Diese Funktion wurde laut Aussage von IBM mit einer Regierungsbehörde getestet.

## IBM-Docs-Nutzung
IBM Docs ist für Geschäftskunden sowohl on-premises, als auch in der IBM SmartCloud for Social Business verfügbar. Die Voraussetzung für eine on-premises-Nutzung ist eine bestehende IBM-Connections-Installation. Um IBM Docs in der SmartCloud for Social Business zu nutzen, muss sich ein Kunde entweder für SmartCloud Engage Advance entscheiden oder IBM Docs als Add-on zu SmartCloud Engage Entry bzw. SmartCloud Connections dazubuchen.
IBM Docs ist rein webbasiert und kann somit über den Browser, ohne lokale Installation, genutzt werden. Unterstützte Browser sind Safari, Firefox, Internet Explorer und Google Chrome.

## Mobiler Zugriff
IBM Docs bringt eine App für das iPad mit, die in die IBM Connections App integriert ist. Um IBM Docs auf dem iPad zu nutzen, sollte die letzte Version der IBM Connections App aus dem App Store heruntergeladen und auf dem Endgerät installiert werden. Mit der App können Textdokumente bearbeitet und Präsentationen sowie (Excel-)Tabellen eingesehen werden. Seit der Version 1.0.5 können Präsentationen im Presenter-Mode vom iPad aus präsentiert werden.